# ヴェラ・ムーヒナ
ヴェラ・ムーヒナ（ヴェーラ・イグナーチエヴナ・ムーヒナ、ロシア語: Вера Игнатьевна Мухина; ラトビア語: Vera Muhina; 英語: Vera Ignatyevna Mukhina; 1889年7月1日（ユリウス暦 6月19日）リガ生まれ - 1953年10月6日モスクワで没）はソビエト連邦で活躍した彫刻家。

## 生涯
ムーヒナはリガ（ラトビア、当時はロシア帝国領リヴランド県）の裕福な商家で生まれた。生家であるツルゲーネヴァ通り23/25番地には現在記念の銘板が飾られている。彼女は絵画などを習った後、モスクワに移り様々な美術学校に学び、最初はアカデミックなコンスタンチン・ユオンに師事し、後により自由な画風のイリヤ・マシコフ（Ilya Mashkov）に師事した。1912年にはパリに遊学し、アカデミー・ドゥ・ラ・グランド・ショミエール（Académie de la Grande Chaumière）に入学して彫刻家アントワーヌ・ブールデルに師事した。その後イタリアへ、ルネサンス期の彫刻などを見て学ぶ旅に出ている。

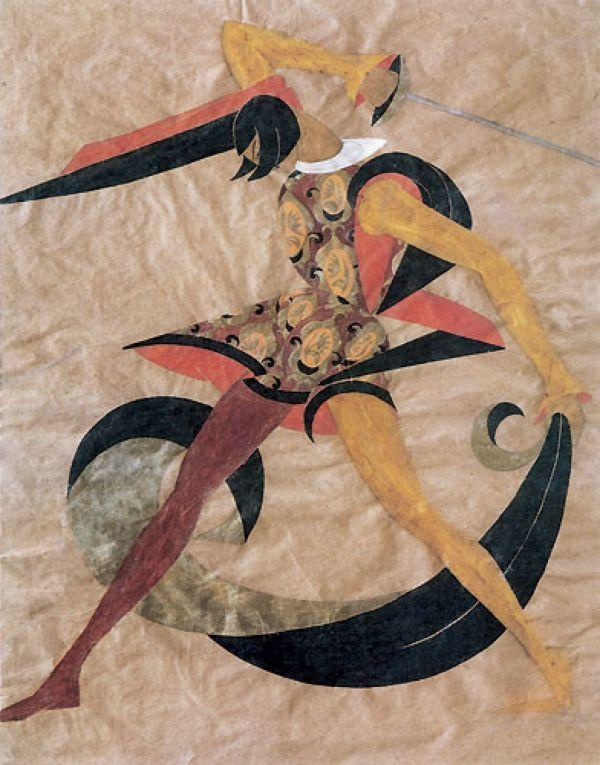
剣を持つ人（1916年）

1915年から1916年にかけては、演劇界の新鋭アレクサンドル・タイロフ率いるモスクワの劇場で、美術家アレクサンドラ・エクステルの助手として舞台装置作りに従事し、ロシア・アバンギャルドの萌芽に立ち会った。1918年に軍の外科医アレクセイ・ザムコフと結婚している。
1920年代、ムーヒナは革命後のロシア芸術界の新鋭彫刻家として名を高めた。しかしキュビスム彫刻を手掛けていたのは1922年頃までで、その後は形式的にもイデオロギー的にも後の「社会主義リアリズム」へと接近している。1926年から1927年までは国立の芸術学校ヴフテマスで教鞭をとっている。

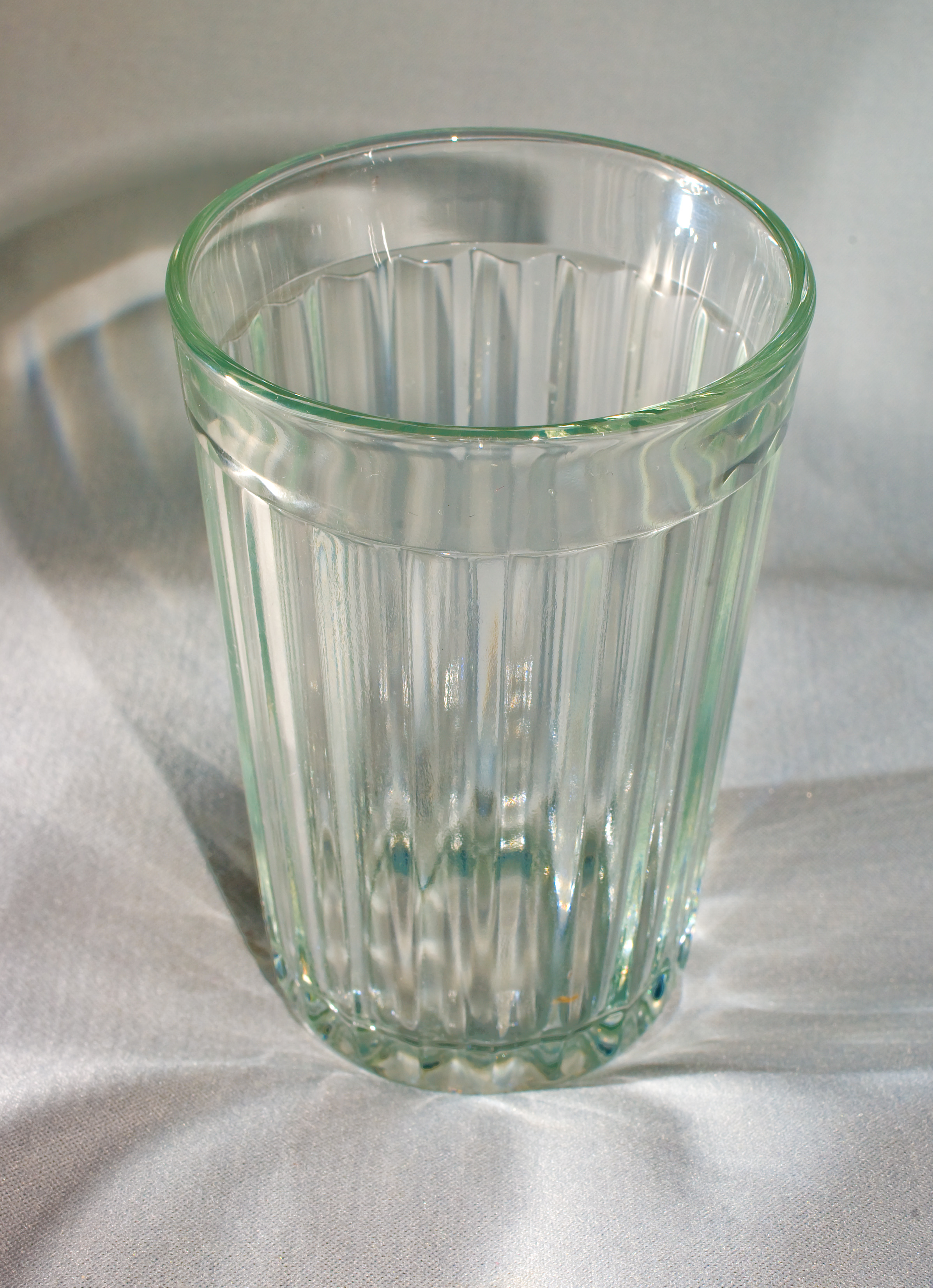
ソ連で普及していたガラスコップ。ムーヒナのデザインによるという説がある

スターリン体制が固まった1930年代に入ると、アバンギャルドは終息させられ、社会主義リアリズムが公式芸術となった。ムーヒナはその代表的芸術家として仕事を得、特に1937年のパリ万博のソ連パビリオン（ボリス・イオファン設計）の頂上に設置した高さ24.5メートルの巨大彫刻『労働者とコルホーズの女性』で国際的に注目された。ムーヒナは自らのスタジオと多数の助手を抱え、ソ連政府からの注文による公式記念碑や巨大彫刻の制作を1953年に没するまで続けた。またガラスを用いた彫刻的実験も行い、ガラスによる胸像なども制作した。ソ連でよくみられたファセット・カットのガラスコップのうち、1943年からグシ＝フルスタリヌイのクリスタルガラス工場で製造され普及した14面のファセットグラスは、ムーヒナのデザインによるものとの説が伝えられている。

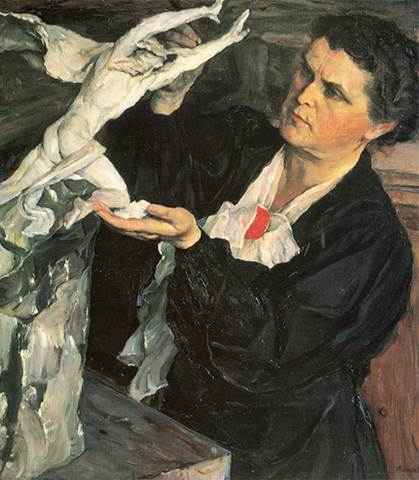
ミハイル・ネステロフによる肖像画（1940年）

1941年から1952年の間に、ムーヒナは5回スターリン賞を受賞し、1943年にはソ連人民芸術家の称号を得た。1953年には著書『ある彫刻家の思考』を発表している。
ムーヒナはラトビアの芸術家カーリス・ザールの教え子でもあった。ソ連によるバルト三国併合後、ザールが設計したリガの自由の記念碑は、ロシアからのラトビア独立記念碑であったという政治的な理由から解体撤去が予定され、跡地にスターリン像を建設するという計画が進んでいた。危機に瀕していた自由の記念碑は、ムーヒナが自らの人民芸術家としての影響力も駆使してその芸術性を認めさせ、解体を阻止したとされる。
ムーヒナはモスクワのノヴォデヴィチ女子修道院に併設されたノヴォデヴィチ墓地に、ロシア・ソ連の多数の有名人らとともに埋葬されている。ムーヒナの自宅とスタジオはモスクワ市内に現存しているが、取り壊しの危機に瀕している。

## 作品

### 労働者とコルホーズの女性

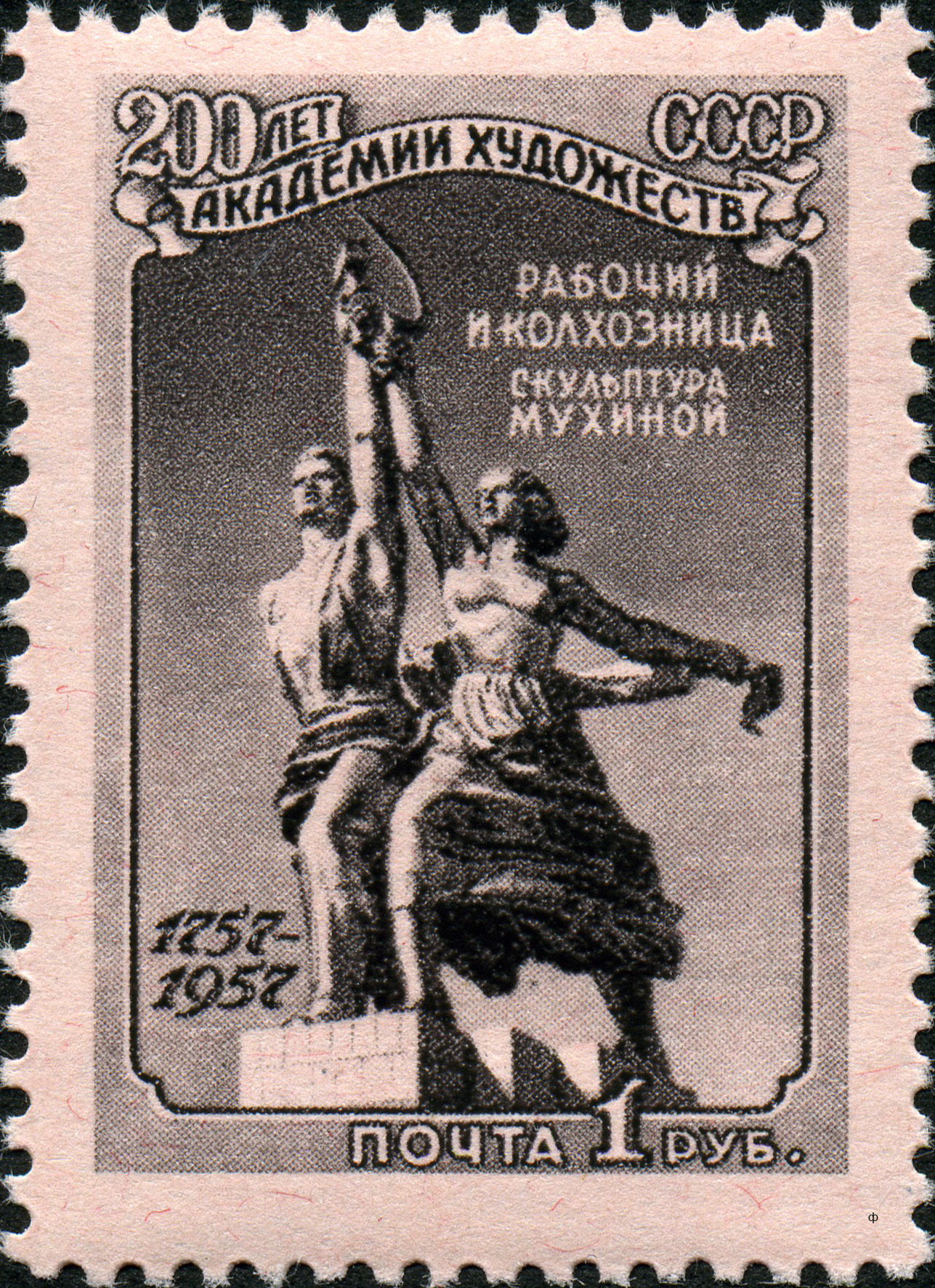
ソ連時代の切手に描かれた『労働者とコルホーズの女性』

ムーヒナの最も有名な作品は『労働者とコルホーズの女性』である。1937年のパリ万博でソ連パビリオンの頂上に置かれたこの巨像は、世界で最初にスポット溶接を用いて組み立てられた立体像でもあった。高さは24.5メートル、重量は75トンに達し、木材で組んだ骨組みの周囲に、ステンレス鋼の鋼板をスポット溶接で継ぎあわせて組み立てられており、その建設には先進的な技術が導入された。労働者像はハンマーを、コルホーズ女性は鎌を掲げており、ソ連のシンボルである鎌と槌を表現している。1947年にはモスクワの大型展示場・全ロシア農業博覧会（現在の全ロシア博覧センター）に恒久設置され、シンボル的な存在となった。この像はソ連の映画会社モスフィルムのロゴにもなっている。2009年には改修を終えてより大きな台座の上に設置された。

### その他の作品
- 1927年　『農村の女性』（Peasant Woman） ブロンズ像、モスクワ・トレチャコフ美術館
- 1934年　『豊饒』 （Fertility）及び『パン』（Bread）モスクワ・友好公園
- 1950-1951年　『我々は平和を求める』（We Demand Peace）、群像彫刻で、ムーヒナは彫刻家たちのまとめ役となった。ムーヒナ自身は喪に服する母親像を制作している
- 1952年　『マキシム・ゴーリキー記念碑』 、ゴーリキー市（現在のニジニ・ノヴゴロド市）
- 『ピョートル・チャイコフスキー像』、モスクワ音楽院前

遺作は、ヴォルゴグラード市のプラネタリウムに設置された、鳩の乗った天球儀を掲げた女性像『平和』であった。